# Rieti
Rietiⓘ (wym. [ˈrjɛti], starożytne Reate) – miasto i gmina we Włoszech, w regionie Lacjum, w prowincji Rieti.
Miasto jest stolicą prowincji.

## Lokalizacja
Rieti, którego powierzchnia wynosi 206,46 km², znajduje się na wysokości 405 m n.p.m., w południowo-wschodnim narożniku Doliny Reatyńskiej (wł. Conca Reatina), na obu brzegach rzeki Velino. Nad równiną od strony północno-wschodniej dominuje masyw Monti Reatini w Apeninach Środkowych. Starożytna Reate zlokalizowana była na trawertynowym wzgórzu. W średniowieczu nastąpiła rozbudowa miasta w kierunku południowym, gdzie przebiegała antyczna rzymska droga Via Salaria. W XX wieku miasto rozbudowano w kierunku północnym i północno-zachodnim, wzdłuż szosy do Terni, przekraczając linię kolejową łączącą Terni z Sulmoną. Po stronie wschodniej powstała dzielnica robotnicza Villa Reatina.

## Demografia
Według danych na rok 2004 gminę zamieszkiwały 41 394 osoby, 200,9 os./km². W 2018 roku liczba mieszkańców wzrosła do 47 tysięcy. W 2020 roku Rieti zamieszkiwało 46 604 osób. W styczniu 2022 w Rieti mieszkały 45 624 osoby, 221 os./km².

## Historia
Starożytna Reate była jednym z ważniejszych miast zamieszkanych przez Sabinów. Rzymianie zdobyli je w 290 r. p.n.e. W okresie rzymskim Reate otaczały mury miejskie. Stolica biskupia została ustanowiona w V wieku. Miasto przyłączono do Księstwa Spoleto. Od IX do XII zarządzana była przez hrabiów (wł. conte). Była kilkukrotnie zdobywana: w IX w. przez Saracenów, w 1149 roku przez żołnierzy Rogera II i w 1239 roku przez wojska cesarza Fryderyka II. W 1198 roku miasto złożyło hołd papieżowi Innocentemu III, odnowiony w 1354 roku w okresie niewoli awiniońskiej papieży. Było miastem Państwa Kościelnego. Dolina Reatyńska i samo Rieti były miejscem rozwoju ruchu franciszkańskiego (Greccio, Fonte Colombo, Poggio Bustone, La Foresta). Franciszek z Asyżu przebywał w Rieti w 1226 roku.
W późnym średniowieczu miasto otoczono nową linią murów. W latach 1378–1425 Rieti zarządzała rodzina Alfanich. W latach 1798–1799 zależne od Clitunno, w latach 1808–1814 od Tronto. Zostało zajęte przez armię powstającego Królestwa Włoch w dniu 23 września 1860 roku.
W Rieti urodził się kard. Nicola Canali.
1 marca 2003 r. odsłonięto w tej miejscowości Pomnik Lira. Jedyny tego typu monument w strefie euro.

## Zabytki
W mieście znajdują się następujące zabytki:
- mury rzymskie i średniowieczne
- katedra ukończona w 1229 roku, dzieła Berniniego, Antoniazza Romano
- łuk Bonifacego VIII z 1298 roku
- pałac biskupi z 1288 roku, przebudowany w latach 1532-1535
- kościół S. Agostino z XIII w.
- kościół S. Francesco z XIII w.
- palazzo Vecchiarelli (arch. Carlo Maderno)
- palazzo del Governo (arch. G.D. Bianchi)
- Palazzo Comunale z XIII–XVIII w. (Biblioteca Comunale Paroniana)
- muzeum miejskie
- muzeum diecezjalne

## Miasta i gminy partnerskie
- Japonia: Ito
- Niemcy: Nordhorn
- Francja: Saint-Pierre-lès-Elbeuf

## Galeria

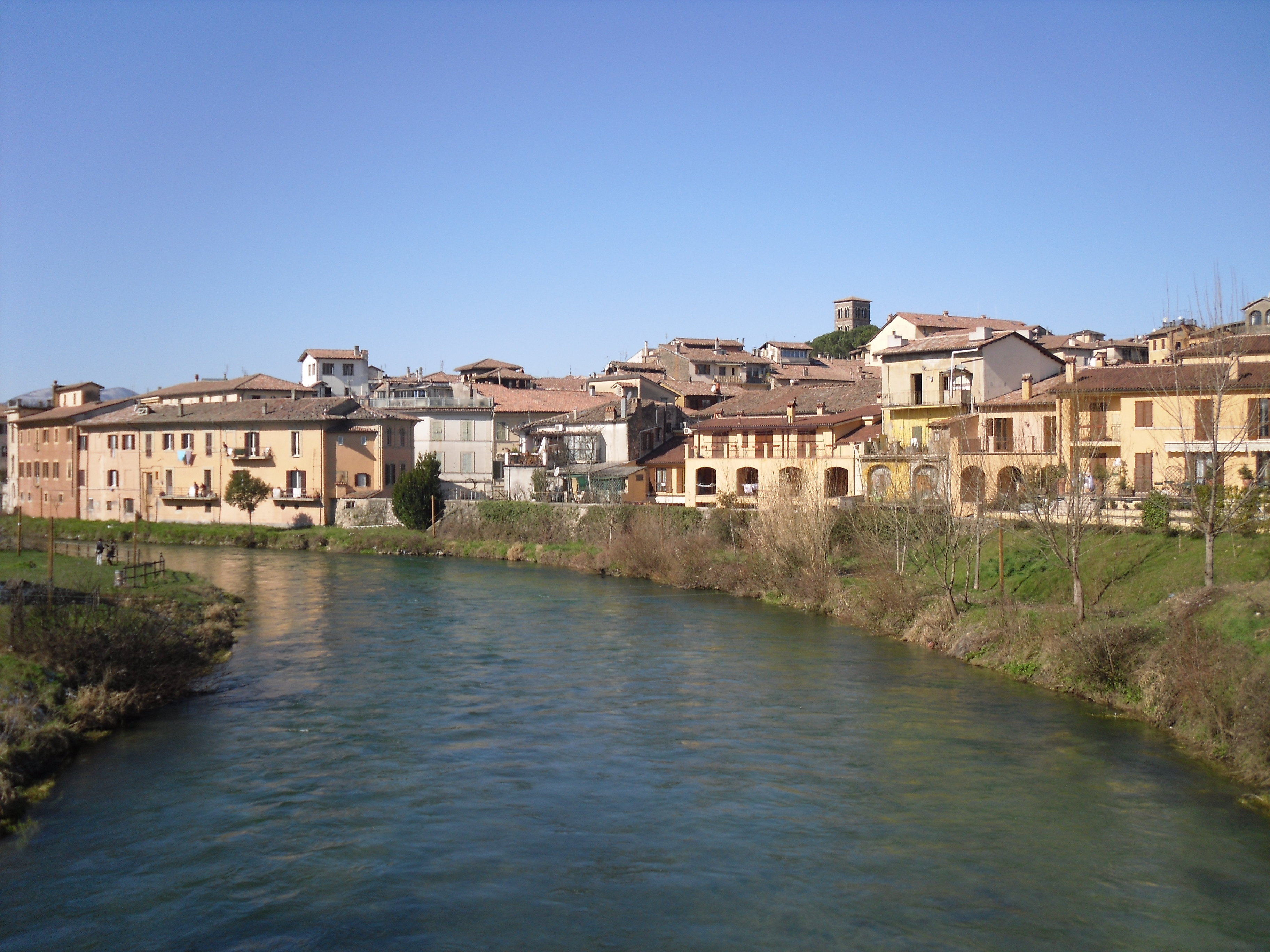
Rzeka Velino płynąca przez miasto
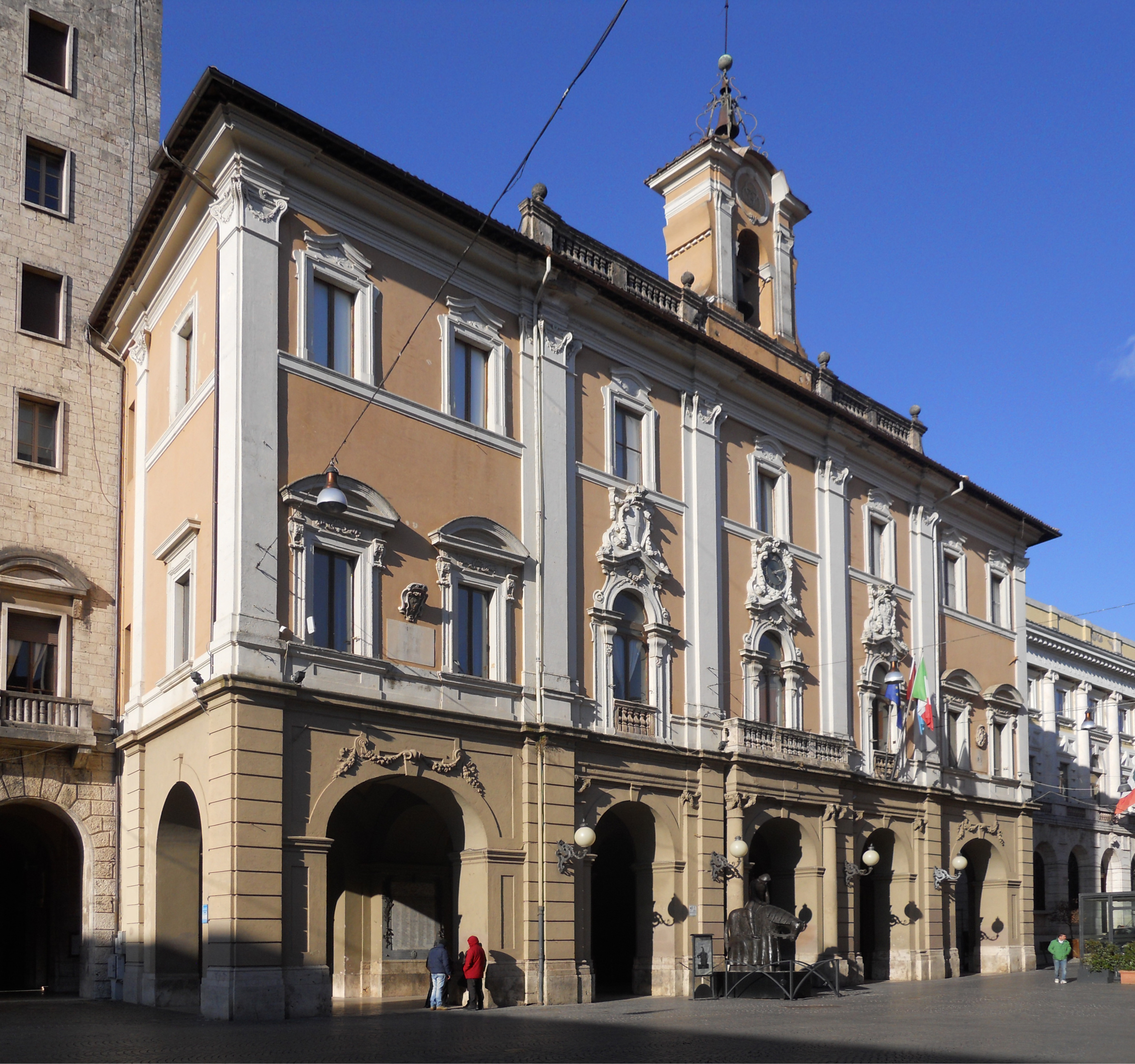
Palazzo Comunale
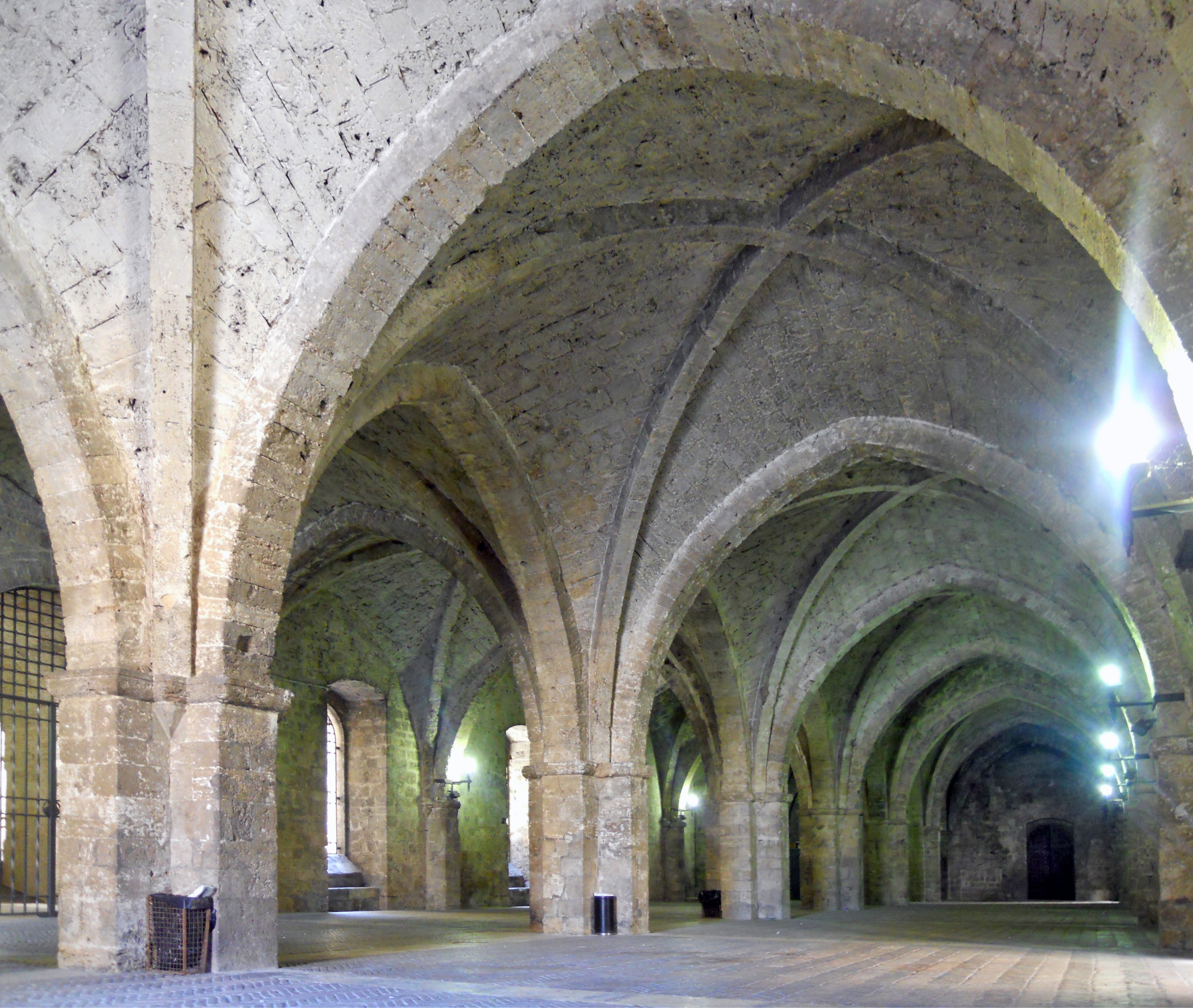
Sklepienia parteru Palazzo Vescovile
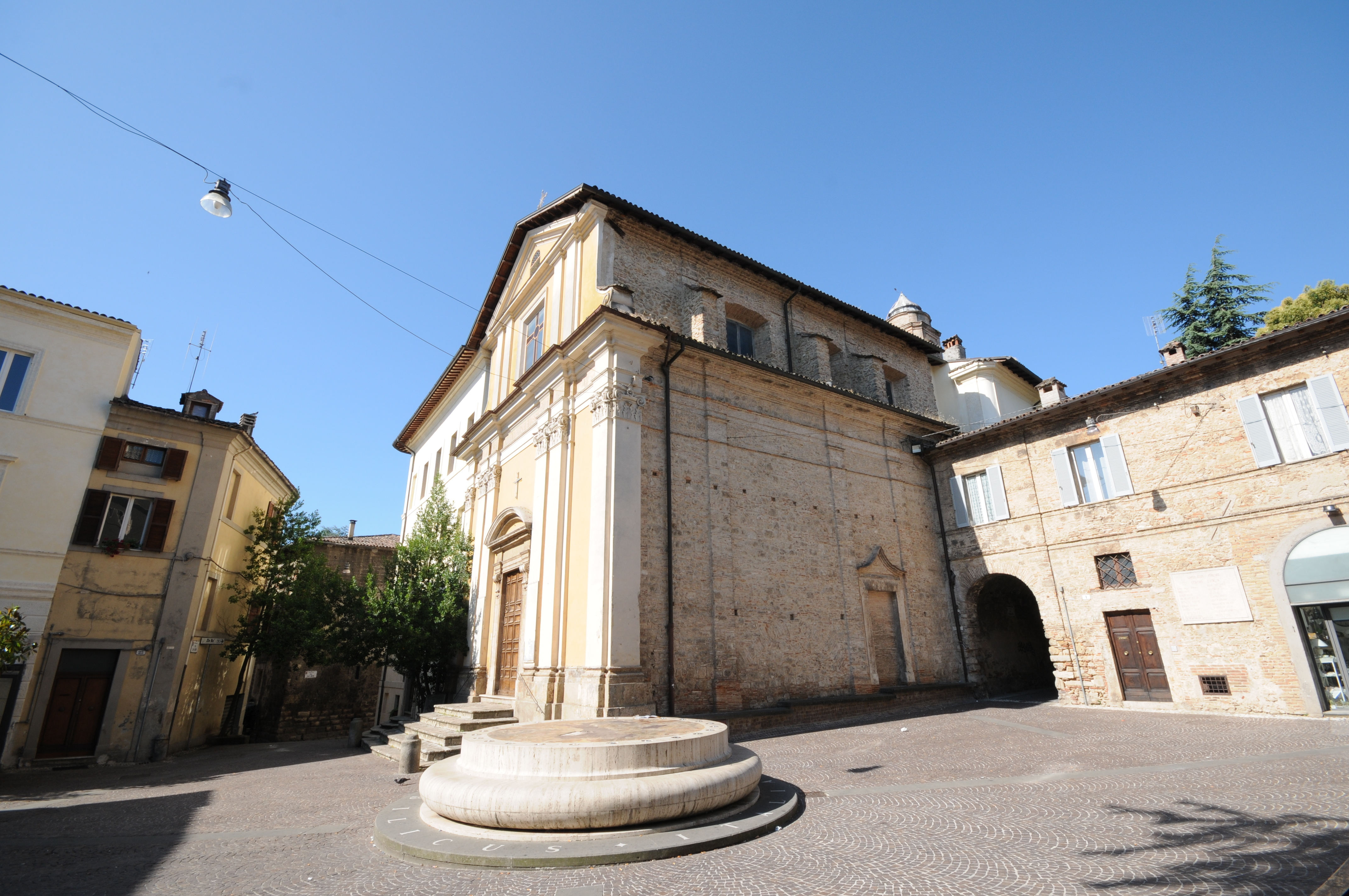
Piazza San Rufo z umownym „Środkiem Włoch”
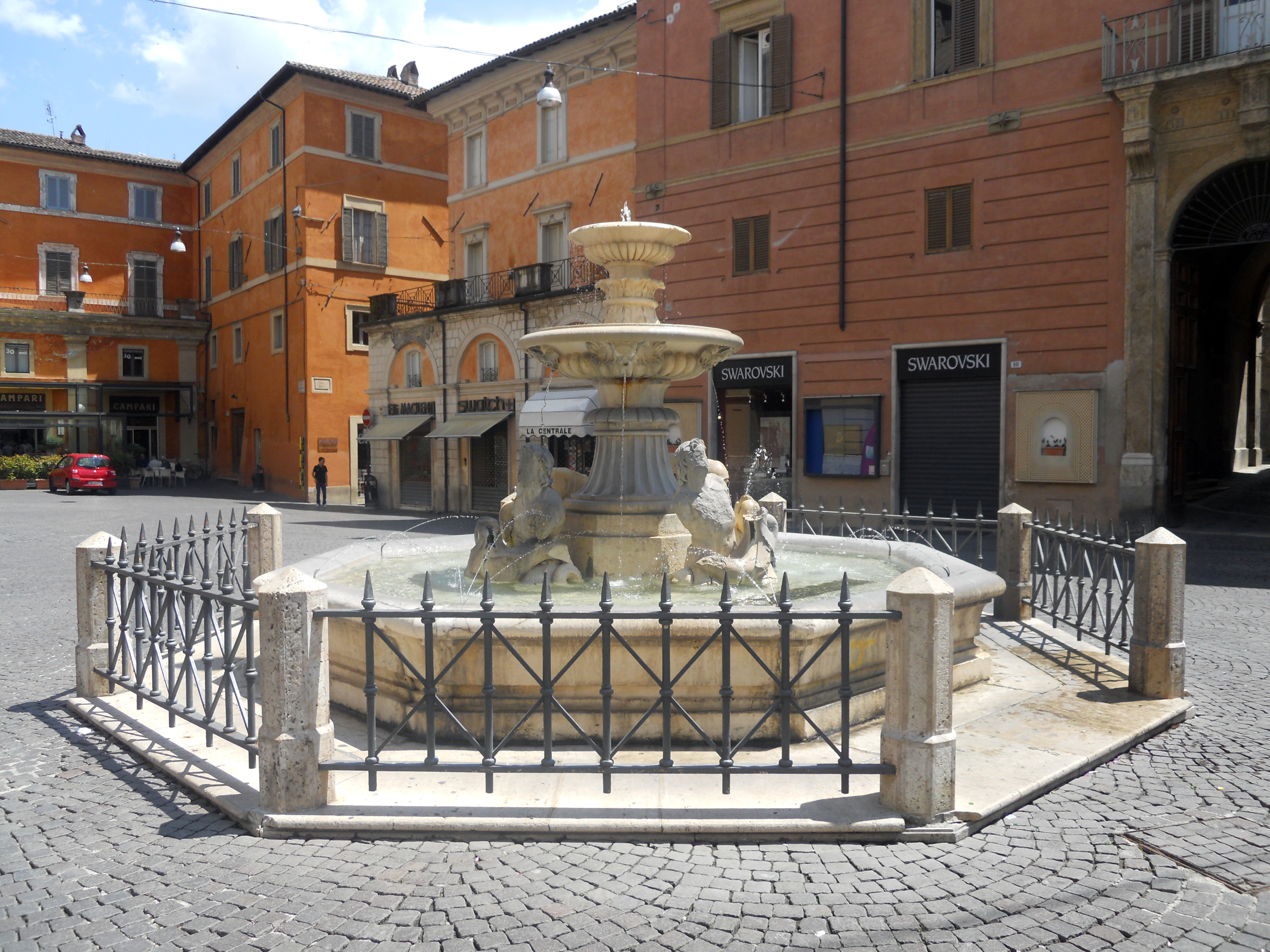
Fontana dei delfini
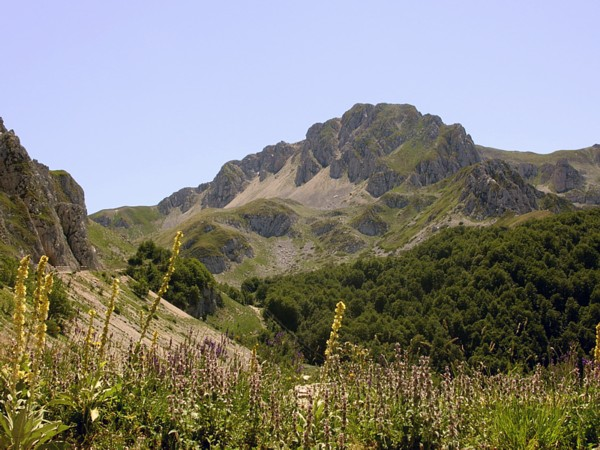
Monte Terminillo latem